# 192 (число)
Вижте пояснителната страница за други значения на 192.
192 (сто деветдесет и две) е естествено, цяло число, следващо 191 и предхождащо 193.
Сто деветдесет и две с арабски цифри се записва „192“, а с римски цифри – „CXCII“. Числото 192 е съставено от три цифри от позиционните бройни системи – 1 (едно), 9 (девет), 2 (две).

## Общи сведения
- 192 е четно число.
- 192-рият ден от годината е 11 юли.
- 192 е година от Новата ера.